# Li Zicheng
Li Zicheng, imię prywatne 鴻基, Lĭ Hóngjī (ur. 22 września 1606, zm. 1645?) – chiński chłop, przywódca powstania, które w 1644 roku obaliło dynastię Ming, następnie samozwańczy cesarz.
Urodził się w prowincji Shaanxi jako syn wiejskiego starosty. W 1628 roku został jednym z przywódców powstania w rodzinnej prowincji, skierowanego przeciwko posiadaczom wielkich majątków ziemskich i ubóstwu chłopów. Powstanie szybko rozszerzyło się na sąsiednie prowincje, głównie z powodu przyłączenia się do niego przedstawicieli kupiectwa. W 1640 został wybrany na przywódcę ogólnokrajowego powstania. Zdołał zjednoczyć poszczególne oddziały chłopskie w jedną, zdyscyplinowaną armię. Podczas oblężenia Kaifengu Li Zicheng stracił oko. Kiedy miasta nie udało się zdobyć, kazał w 1642 roku otworzyć tamy na Huang He, w wyniku czego Kaifeng został zatopiony.
W kwietniu 1644 roku armia powstańcza zajęła Pekin i obaliła dynastię Ming, której przedstawiciele schronili się na południu Chin. Li Zicheng przyjął tytuł cesarza i ogłosił wprowadzenie na tron nowej dynastii Shun. Jego panowanie trwało niecały miesiąc. Wysłany przeciw niemu generał Wu Sangui otworzył bramy w Wielkim Murze i wpuścił do Chin Mandżurów, którzy zajęli Pekin, rozpoczynając rządy mandżurskiej dynastii Qing.
Po utracie Pekinu Li Zicheng wycofał się do Shaanxi, a następnie w rejon Huguang. Jego dalsze losy pozostają nieznane. Według różnych historii popełnił samobójstwo, został zamordowany w mieście Tongcheng w Hubei lub ukrył się w buddyjskim klasztorze.